# 香西源蔵
香西 源蔵（こうざい げんぞう）は、戦国時代の武将。

## 出自
源蔵は大永7年（1527年）2月13日時点で「柳本（賢治）弟十七才」とされるが、源蔵の生年（永正8年、1511年）と賢治の父である波多野清秀の没年に時間差があるため清秀の実子ではない。馬部隆弘は柳本賢治が一時名跡を継いだ岩崎氏か柳本氏の出身であるとしている。

## 概要
大永6年（1526年）に香西元盛が細川高国によって殺害されると、その跡を継いで柳本賢治とともに細川晴元に帰順した。帰順後は賢治と連署して禁制を発給している。
大永7年（1527年）2月には柳本賢治・三好長家・三好政長とともに山崎へと進駐した。同月13日には桂川原の戦いに出陣したものの討死している。享年は17才で、名跡は「小童」が継いだ。